# بوريس إيفانوف (ممثل)
بوريس ايفانوف (بالروسية: Иванов, Борис Владимирович)‏ هو ممثل روسي (وحمل سابقاً جنسية الاتحاد السوفيتي)، ولد في 28 فبراير 1920 في أوديسا في أوكرانيا، وتوفي في 2 ديسمبر 2002 في موسكو في روسيا. من الجوائز التي نالها فنان الشعب لجمهورية روسيا السوفيتية الاتحادية الاشتراكية ‏.

## جوائز
- فنان الشعب لجمهورية روسيا السوفيتية الاتحادية الاشتراكية [الإنجليزية]‏
- ميدالية العامل المخضرم [الإنجليزية]‏

## وصلات خارجية
- بوريس ايفانوف على موقع IMDb (الإنجليزية)
- بوريس ايفانوف على موقع قاعدة بيانات الفيلم (الإنجليزية)
- بوريس ايفانوف على موقع كينوبويسك (الروسية)